# Maurice Roelants

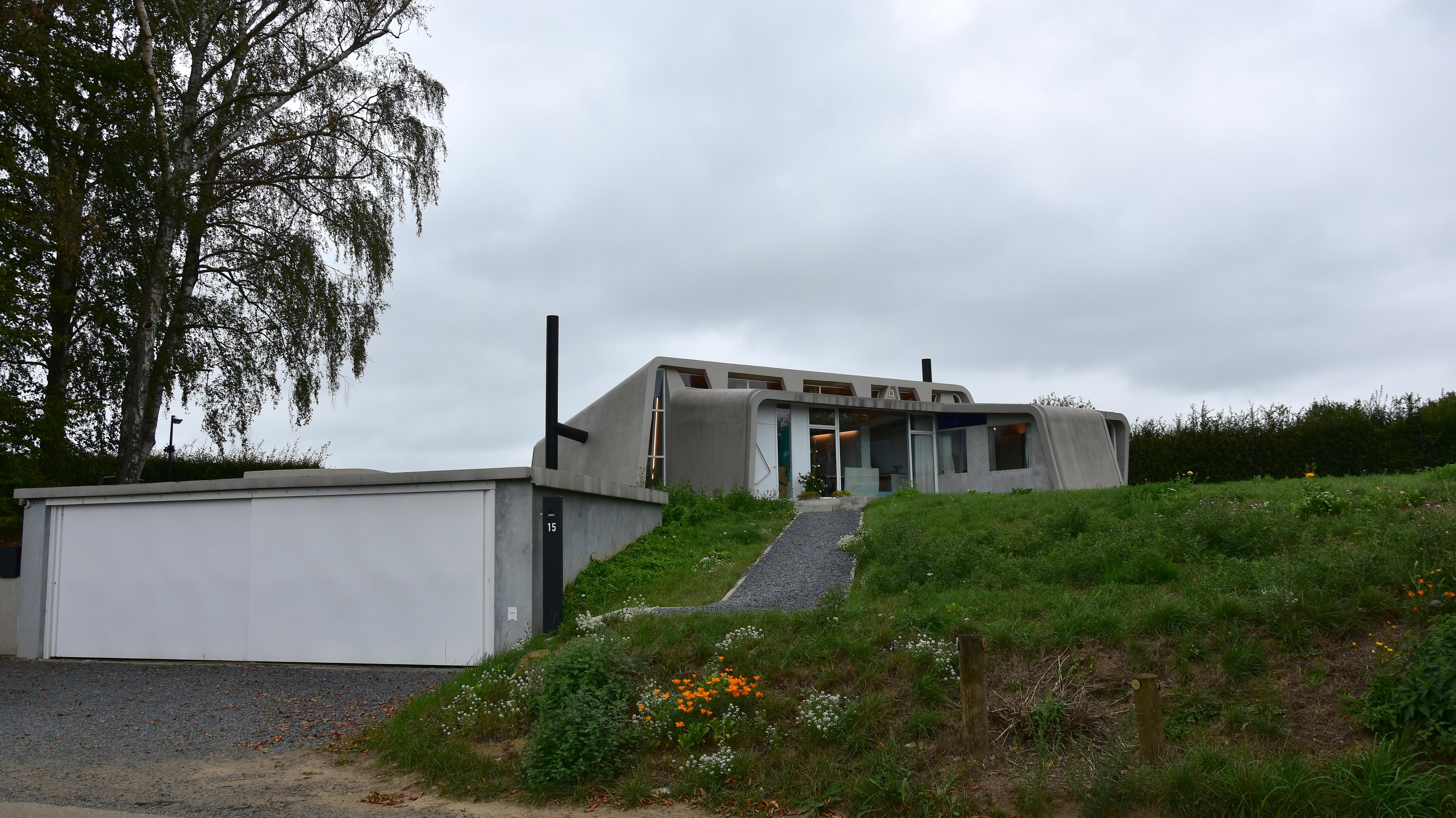
Zijn modernistisch woonhuis - een ontwerp van architect Willy Van Der Meeren uit 1962

Mauritius Adolphus (Maurice) Roelants (Gent, 19 december 1895 - Sint-Martens-Lennik, 25 april 1966) was een Vlaams romanschrijver en dichter.
Met Menno ter Braak en E. du Perron was Roelants een van de oprichters van het gezaghebbende literaire tijdschrift Forum.

## Biografie
Tijdens zijn leven had hij verschillende betrekkingen, van onderwijzer, ambtenaar, journalist, tot conservator van het nationale museum het kasteel van Gaasbeek.
Roelants was medeoprichter van meerdere tijdschriften, waaronder 't Fonteintje (met Richard Minne), Forum en het Nieuw Vlaams Tijdschrift. Daarnaast was hij een tijdlang redacteur van Elsevier's Weekblad. 
In 1915 verliet Roelants Gent om te Brussel zijn geluk te beproeven. Hij werd onderwijzer in Sint-Jans-Molenbeek, hierin weldra gevolgd door Herreman en Leroux.
Net als Gerard Walschap zette Roelants zich af tegen de naturalistische boerenroman, het genre dat door Stijn Streuvels boven het niveau van de streekroman werd uitgetild, en dat voor de Eerste Wereldoorlog het landschap van de Vlaamse literatuur domineerde. Hij keerde zich tegen de regionalistische setting van deze literatuur, en tegen het naturalisme überhaupt, dat hij als niet realistisch bestempelde.
Het oeuvre van Roelants wordt gekarakteriseerd door het spaarzame gebruik van romanpersonages en weinig intrige. In zijn verhalen draait het dikwijls om zielsstrijd en het oplossen ervan. Ondanks de speelsheid en de humor kan zijn stijl, waarin psychologie en moraal nauw verweven zijn, als neoklassiek en idealistisch worden aangemerkt.
Roelants kreeg verschillende literaire prijzen: de Staatsprijs voor Vlaams verhalend proza in 1930, de Prijs van de Vlaamse Gemeenschap voor Poëzie in 1950.
Soms schreef hij onder pseudoniem: Maurice Minne; M.A. Minne.

## Bibliografie

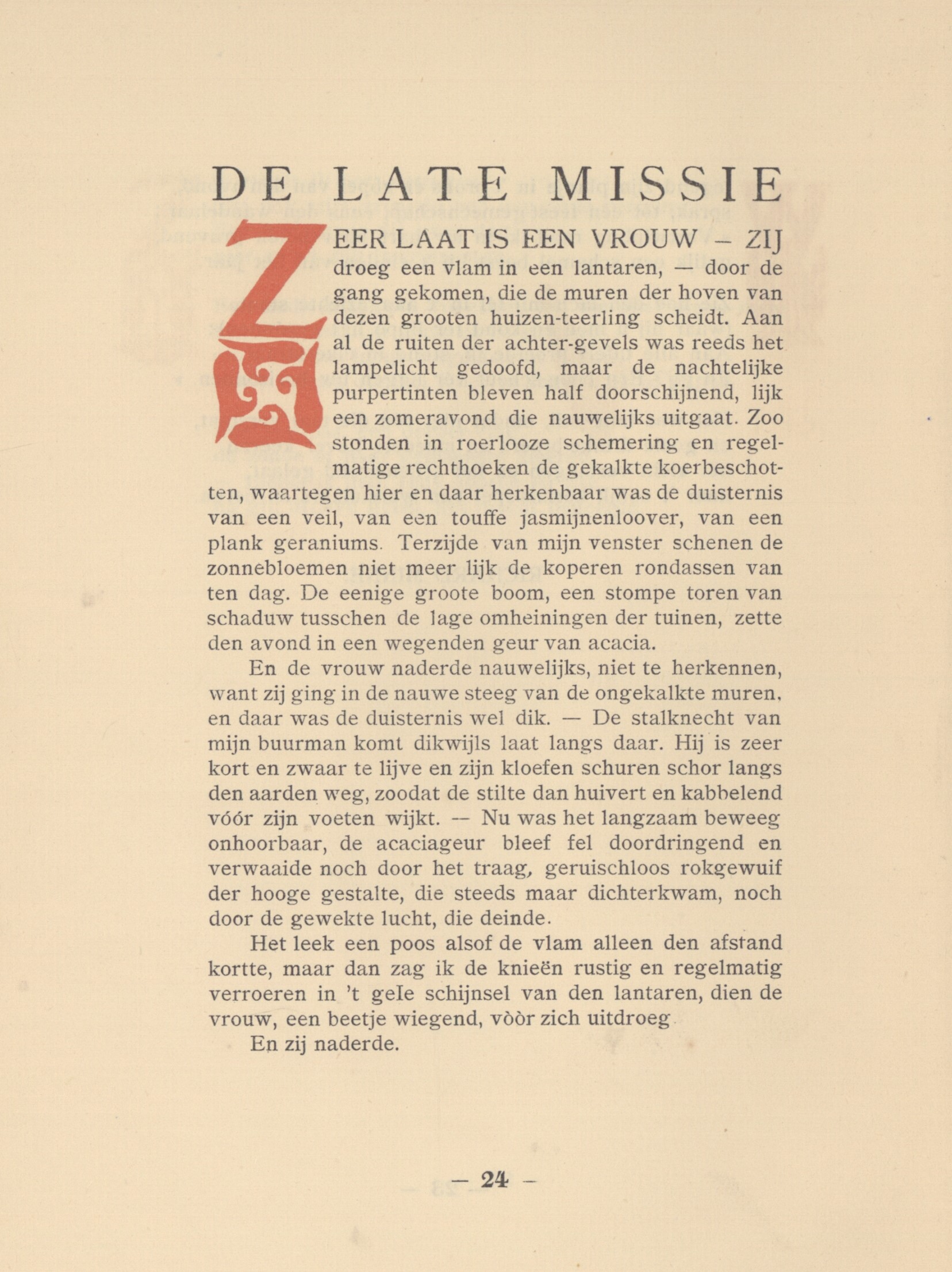
Fragment uit het Nederlandse tijdschrift "Regenboog". Publicatie van de tekst "De Late Missie", geschreven door Maurice Roelants in 1917.

## Publicaties over Roelants
- Themanummer van ZL (Zacht Lawijd), jaarg. 5 nr. 3 (2006)